# Holbæk Stadion
Holbæk Stadion – wielofunkcyjny stadion, położony w mieście Holbæk, Dania. Swoje mecze na tym obiekcie rozgrywa zespół piłkarski Holbæk B&I. Jego pojemność wynosi 10 500 miejsc.